# Anardil
Anardil (136 - 411 T. E.) es un personaje ficticio que forma parte del legendarium creado por el escritor británico J. R. R. Tolkien y cuya breve historia es narrada en los apéndices de la novela El Señor de los Anillos. Es un dúnadan, hijo de Eärendil y sexto soberano de Gondor. Su nombre es quenya y significa «amante del Sol» o «amigo del Sol».
Nació en el año 136 de la Tercera Edad del Sol y gobernó Gondor desde la muerte de su padre en 324 T. E. hasta la suya en 411 T. E. Su hijo Ostoher le sucedió en el trono.